# Avante
En náutica, avante (del latín ab, de, y ante, delante) significa lo mismo que adelante y delante. 
Con el primero de los significados se usa como voz de mando en varias maniobras marineras, principalmente en las que tienden al impulso de las embarcaciones en el sentido directo de su eslora; y así navegando se dice: avante toda y avante a babor o estribor, para indicar respectivamente que la boga ha de ser uniforme por ambas bandas o que solo ha de efectuarse con los remos armados en la que especialmente se menciona en cada caso. En los antiguos barcos de vapor se ordenaba la fuerza que la máquina tenía que desarrollar con las fases: avante a toda, a media, a cuarto, de máquina, etc., comunicadas ya de viva voz por medio de tubo acústico, o bien trasmitiendo la señal de uno a otro de los marcadores del aparato a ello destinado.
También con el primero de los significados se emplea en las siguientes expresiones:
- espiarse avante o halar avante: hacer que una embarcación vaya adelante, cobrando de un cabo dado por la proa, y hecho firme en algún punto.
- estar tan avante un punto u objeto: es hallarse el buque en la perpendicular dirigida del punto dado a la línea del rumbo que el mismo sigue.

Con el segundo de los significados se aplica a:
- tomar por avante: se dice cuando el viento, por soplar repentinamente por la proa, hincha las velas en sentido contrario al normal, atochándolas contra sus palos y jarcias, tendiendo a impulsar la embarcación en marcha retrógrada y a que su proa caiga  a sotavento. Puede ser ocasionado por varias causas como: brusco e inesperado cambio de dirección del viento, repentina calma, excesiva orzada, descuido en el gobierno, falsa maniobra, etc. En todo caso la maniobra más indicada, cuando el lugar y el espacio lo permiten, es cazar y amurar para ceñir el viento, navegando de la otra vuelta.
- virada por avante: virar.